# 女王陛下の大作戦
『女王陛下の大作戦』（じょうおうへいかのだいさくせん、伊: Colpo maestro al servizio di Sua Maestà britannica、英: Master Stroke on Her Britannic Majesty's Service）は1967年のイタリアの映画。出演はリチャード・ハリソンなど。

## キャスト
| 役名             | 俳優                     | 日本語吹替  | 日本語吹替   | 日本語吹替                                              |
| 役名             | 俳優                     | NETテレビ版 | フジテレビ版 | TBS版                                                   |
| ---------------- | ------------------------ | ----------- | ------------ | ------------------------------------------------------- |
| アーサー・ラング | リチャード・ハリソン     | 金内吉男    | 西沢利明     | 田中信夫                                                |
| ベルナール       | アドルフォ・チェリ       |             | 島宇志夫     | 河村弘二                                                |
| イヴリン         | マーガレット・リー       | 鈴木弘子    | 荒砂ゆき     | 平井道子                                                |
| ドクター         | エンニオ・バルボ         |             |              |                                                         |
| ジェンキンス大佐 | アントニオ・カサス       |             |              |                                                         |
| ミゲル           | チャーリー・ローレンス   |             |              |                                                         |
| マックス         | ジェラール・ティシー     |             |              |                                                         |
| フェリック       | エドゥアルド・ファヤルド |             |              |                                                         |
| ヴァン・ドーレン | アンドレア・ボシック     |             |              |                                                         |
| 不明 その他      | N/A                      |             | 仁内達之     | 村越伊知郎 八奈見乗児 勝田久 西田昭市 宮内幸平 弥永和子 |

- フジテレビ版：初回放送1972年3月24日『ゴールデン洋画劇場』
- TBS版：初回放送1973年11月15日『月曜ロードショー』

## スタッフ
- 監督：ミケーレ・ルーポ
- 製作：エドモンド・アマティ
- 製作総指揮：マウリツィオ・アマティ
- 脚本：サンドロ・コンチネンツァ、ロベルト・ジャンヴィッティ、ホセ・ルイス・マルティネス・モーヤ
- 撮影：フランシスコ・サンチェス
- 音楽：フランチェスコ・デ・マージ

### 日本語版
※TBS版
- 演出：鳥海俊材
- 翻訳：飯嶋永昭
- 制作：ニュージャパンフィルム